# Encyclia monteverdensis
Encyclia monteverdensis là một loài thực vật có hoa trong họ Lan. Loài này được M.A.Díaz & Ackerman mô tả khoa học đầu tiên năm 2004.